# Mirror Ball
Albums de Neil Young (et Pearl Jam)
Sleeps with Angels
(1994) Dead Man
(1996)
Singles
1. Downtown
Sortie : 1995
2. Peace and Love
Sortie : 1995

Mirror Ball est le vingt troisième album studio de Neil Young. Il est sorti le 27 juin 1995 sur le label Reprise Records et a été produit par Brendan O'Brien. Il a été enregistré avec les musiciens du groupe de Seattle, Pearl Jam.

## Historique
La rencontre entre Eddie Vedder et Neil Young se fera lors d'une remise de récompense au Rock and Roll Hall of Fame. Vedder décerne le trophée qui salue la contribution artistique de Young à travers les années.
Pearl Jam n'est pas cité pour des raisons de contrats avec les maisons de disques; les membres de Pearl Jam sont toutefois crédités sur la 2e de couverture.
Le disque est le résultat de deux séances d'enregistrement (26 et 27 janvier, 7 et 10 février 1995). Deux autres titres issus de la séance figurent sur l'EP Merkin Ball de Pearl Jam. La courte durée d'enregistrement ne se ressent que très peu sur ce disque brut aux mélodies à la première écoute simplistes (Downtown), aux riffs travaillés (I'm the Ocean, Song X) et des harmonies (au pont de Peace & Love).
La chanson Peace & Love a été écrite par Eddie Vedder. Neil Young a composé Act of Love pour un concert en faveur du droit à l'avortement, le titre a été interprété avec Pearl Jam en public puis en studio à Seattle. L'expérience sera si concluante que l'album entier verra le jour. À l'exception de Song X et d'Act of Love tous les titres ont été composés dans l'impulsion du moment entre les séances d'enregistrement.
La collaboration entre la vieille école et la nouvelle vague se résume dans I'm the Ocean où Young chante : " People my age don't do the things I do" ("Les gens de mon âge ne font pas ce que je fais").
Cet album se classa à la 5e place du Billboard 200 aux États-Unis où il se vendra à plus de cinq cent mille exemplaires (disque d'or) trois mois après sa sortie. Il se classa à la 4e place des charts britanniques et à la 19e place en France.

## Liste des titres
- Toutes les compositions sont de Neil Young sauf indication

1. Song X – 4:40
2. Act of Love – 4:54
3. I'm the Ocean – 7:05
4. Big Green Country – 5:08
5. Truth Be Known – 4:39
6. Downtown – 5:10
7. What Happened Yesterday – 0:46
8. Peace and Love (Young, Eddie Vedder) – 7:02
9. Throw Your Hatred Down – 5:45
10. Scenery – 8:50
11. Fallen Angel – 1:15

## Musiciens
- Neil Young - chant, guitare, harmonium
- Jeff Ament - basse
- Stone Gossard - guitare
- Mike McCready - guitare
- Jack Irons - batterie
- Brendan O'Brien - chœurs, guitare, piano
- Eddie Vedder - chant sur Peace and Love, chœurs

## Charts et certifications

### Album
Charts
| Pays                                 | Durée du classement | Meilleur classement | Date              |
| ------------------------------------ | ------------------- | ------------------- | ----------------- |
| Allemagne (GfK Entertainment)        | 19 semaines         | 8e                  | 14 août 1995      |
| Australie (ARIA Charts)              | 7 semaines          | 4e                  | 9 juillet 1995    |
| Autriche (Ö3 Austria Top 40)         | 15 semaines         | 15e                 | 13 août 1995      |
| Belgique (V) (Ultratop)              | 14 semaines         | 12e                 | 23 septembre 1995 |
| Belgique (W) (Ultratop)              | 9 semaines          | 19e                 | 22 juillet 1995   |
| Canada (RPM)                         | 21 semaines         | 6e                  | 24 juillet 1995   |
| Écosse (Scottish Album Chart)        | 7 semaines          | 7e                  | 2 juillet 1995    |
| États-Unis (Billboard 200)           | 13 semaines         | 5e                  | 15 juillet 1995   |
| Finlande (Suomen virallinen lista)   | 8 semaines          | 16e                 | 24 juillet 1995   |
| France (SNEP)                        | 8 semaines          | 19e                 | 9 juillet 1995    |
| Italie (FIMI)                        | 7 semaines          | 17e                 | 10 juillet 1995   |
| Norvège (VG-lista)                   | 10 semaines         | 2e                  | 3 juillet 1995    |
| Nouvelle-Zélande (RMNZ Albums Top40) | 7 semaines          | 10e                 | 30 juillet 1995   |
| Pays-Bas (MegaCharts)                | 13 semaines         | 18e                 | 29 juillet 1995   |
| Royaume-Uni (UK Albums Chart)        | 10 semaines         | 4e                  | 2 juillet 1995    |
| Suède (Sverigetopplistan)            | 12 semaines         | 3e                  | 7 juillet 1995    |
| Suisse (Schweizer Hitparade)         | 11 semaines         | 24e                 | 16 juillet 1995   |

Certifications
| Pays        | Certification | Ventes    | Date              |
| ----------- | ------------- | --------- | ----------------- |
| États-Unis  | Or            | 500 000 + | 12 septembre 1995 |
| Royaume-Uni | Argent        | 60 000 +  | 1er juillet 1995  |

### Singles
| Single         | Chart                    | Durée du classement | Position | Date              |
| -------------- | ------------------------ | ------------------- | -------- | ----------------- |
| Downtown       | (Mainstream Rock Tracks) | 13 semaines         | 6e       | 12 août 1995      |
| Downtown       | (RPM Top Singles)        | 13 semaines         | 13e      | 24 juillet 1995   |
| Downtown       | (UK Singles Chart)       | 1 semaine           | 92e      | 3 septembre 1995  |
| Peace and Love | (Mainstream Rock Tracks) | 5 semaines          | 34e      | 30 septembre 1995 |